# Hubert Eaves III
Hubert Barclay Eaves III (* in St. Paul, Minnesota) ist ein US-amerikanischer Soul-, Fusion-, Jazz- und Funk-Musiker (Piano, E-Piano, Keyboard), Arrangeur, Songwriter und Musikproduzent.

## Leben und Wirken
Hubert Eaves III hatte Klavier-Unterricht bei seinem Vater. Erste Aufnahmen entstanden um 1970 in Minneapolis mit Bobby Jackson; in den 1970er Jahren spielte er u. a. mit Tyrone Washington, Gary Bartz, Norman Connors, John Lee/Gerry Brown, Prince Lasha, Carlos Garnett, Reggie Lucas, Pharoah Sanders, Dick Griffin und Chris Hinze. 1976 nahm er sein Debütalbum Esoteric Funk (Inner City) auf, an dem u. a. Malachi Thompson, James Stowe, René McLean, Mtume und die Vokalistin Cheryl Alexander mitwirkten.
Im Bereich des Jazz war er zwischen 1970 und 2011 an 46 Aufnahmesessions beteiligt. In späteren Jahren betätigte er vorwiegend als Musiker, Songwriter und Produzent von Soul- und Disko-Musik, u. a. im Duo mit James „D-Train“ Williams, ferner für Will Downing und The Prodigy. Anfang der 1980er Jahre hatte er ein Top-10-Charterfolg mit dem Song You’re the One for Me. Im Laufe seiner Karriere arbeitete er u. a. auch für Roberta Flack, Miles Davis (You’re Under Arrest und Decoy), Stephanie Mills, Madonna, Luther Vandross (I’m Your Baby Tonight, 1990), Whitney Houston, Aretha Franklin, Phyllis Hyman, The Spinners und The Notorious B.I.G.